# غرداب (زلاغي الشرقي)
غرداب (بالفارسية: گرداب) هي قرية تقع في إيران في قسم زلاغي الشرقي الریفي. يقدر عدد سكانها بـ 51 نسمة .